# 杉森輝大
杉森 輝大（すぎもり てるひろ、1982年9月15日 - ）は、北海道広尾郡大樹町出身の元スピードスケート選手で、現在は競輪選手。日本競輪選手会茨城支部所属。日本競輪学校（当時。以下、競輪学校）第103期生。177cm、77kg。

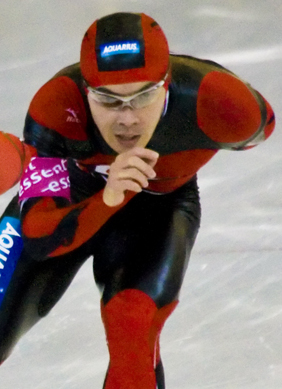
2009年

## 経歴
小学校からスケートを始め、中学2年で1500m北海道王座に輝く。
高校はスケートの名門、白樺学園高等学校、大学は明治大学に進学、大学4年で初の日本代表としてワールドカップを転戦。ユニバーシアードにも出場。
卒業後は就職先がなく、フリー（後に吉羽木材所属）となるが、国内トップ選手との合宿を積み、2005年全日本選手権で1500m優勝、トリノ五輪出場を手にした。 
2006年の五輪本大会は1500mとチームパシュートで出場。
長野オリンピック金メダリストの清水宏保を幼少期より兄のように慕っており、2008年にフリースタイルが清水とトレーニングマネジメント契約を結んだのを機に杉森も同社とトレーニングマネジメント&マネジメント契約を結ぶ。
2009年に行われたバンクーバー五輪選考会では国内記録で優勝。2大会連続で出場権を獲得。
2011年12月16日、競輪学校第103回（技能）試験に合格。
2012年8月22日、競輪学校史上10人目となるゴールデンキャップを獲得。
2013年3月29日、競輪学校を卒業。在校競走成績は22位（10勝）。同年7月8日、取手競輪場でデビューし、初勝利を挙げた。
特別競輪（GII以上）は、2015年のヤンググランプリで初出場。以降、毎年何らかの特別競輪に参戦したが、2021年の第37回共同通信社杯競輪（GII、岐阜）で初の特別競輪決勝戦進出を果たす。

## 主な成績
- 2004年
  - ワールドカップ・ハーマル大会 チームパシュート4位
  - ユニバーシアード 1500m6位
- 2005年
  - ワールドカップ・カルガリー大会 チームパシュート3位
  - ワールドカップ・トリノ大会 チームパシュート4位
  - 全日本選手権 1500m優勝
- 2006年
  - トリノオリンピック 1500m24位・チームパシュート8位
  - 全日本距離別選手権 1500m優勝
- 2008年
  - ワールドカップ・ヘレンベーン大会 チームパシュート5位・1500mディビジョンA17位
  - ワールドカップ・ベルリン大会 チームパシュート3位・1500mディビジョンB優勝
  - 全日本距離別選手権 1500m優勝